# Povijest Zapadne filozofije
Povijest Zapadne filozofije (engl. A History of Western Philosophy) je knjiga koju je 1945. objavio filozof Bertrand Russell. Knjiga je pregled Zapadne filozofije od predsokratovskih filozofa pa sve do filozofije ranog 20. stoljeća a bila je kritizirana za svoje propuste i generaliziranja, posebno u post Kartezijskom periodu, ali usprkos tomu postala je vrlo popularna i doživljava komercijalni uspjeh. Kada je Russell dobio Nobelovu nagrada za književnost 1950., knjiga je citirana kao jedno od najzaslužnijih dijela za što mu je uručena nagrada. Knjiga je Rusellu osigurala ekonomsku sigurnost do kraja života.

## Pozadina
Knjigu je Russell napisao tijekom Drugog svjetskog rata, koristeći zapise s predavanja o povijesti filozofije koja je održao na Barnes Foundation u Philadelphiji tijekom 1941. i 1942.
Veliki dio povjesnih istraživanja je napravila Russelova treća supruga, Patricia. U 1943. Russell je dobio predujam od 3000 dolara od izdavača, i između 1943. i 1944. je napisao knjigu dok je stanovao u Bryn Mawr Collegu. Knjiga je prvo objavljena u SAD-u 1945., a godinu dana kasnije u Ujedinjenom Kraljevstvu. Drugo izdanje izlazi 1961., no nikakav novi materijal nije dodan.

## Sadržaj
Knjiga je podijeljena u tri dijela, a svaki od dijelova je podjeljen po glavama; svaka glava opisuje jednog filozofa, filozofsku školu ili vremenski period.

### Antička filozofija
- Predsokratovski filozofi ( Tales, Pitagora, Heraklit, Parmenid, Empedoklo, Anaksimandar, Anaksimen, Anaksagora, Leukip, Demokrit i Protagora)
- Sokrat, Platon i Aristotel
- Antička filozofija poslije Aristotela (uključujući Cinike, Skeptike, Epikurejce, Stoike i Plotina)

### Katolička filozofija
- Očevi (uključujući razvoj Židovske filozofije i Islamske filozofije, Sveti Ambrozije, Sveti Jeronim, Sveti Augustin, Sveti Benedikt i papa Grgur I.)
- Učenjaci (Ivan Skot Eriugena i Sveti Toma Akvinski)

### Moderna filozofija
- Od renesanse do Humea ( Machiavelli, Erazmo, More, Bacon, Hobbes, Descartes, Spinoza, Leibniz, Locke, Berkeley i Hume)
- Od Rousseaua do danas Rousseau, Kant, Hegel, Byron, Schopenhauer, Nietzsche, Utilitaristi, Marx, Bergson, William James i John Dewey)
- Posljedna glava ovog dijela, Filozofija logičke analize, se odnosi na Russellove vlasite filozofske poglede tog vremena.

## Reakcije
Reakcije na knjigu su bile različite, pogotovo iz akademskih krugova. Sam Russell je bio zaprepašten reakcijama. Roger Scruton je napisao da je knjiga napisana na elegantnan i duhovit način, ali joj zamjera usredotočavanje na predsokratovske filozofe, nedovoljno razumijevanje Immanuela Kanta, i previše generizacije i propusta.
Sam Russell je opisao tekst kao djelo socijalne povjesti, tražeći da se promatra na taj način.